# Klareboderne
Klareboderne er en gade i Indre By i København. Den ligger mellem Købmagergade og Pilestræde, og ved mødet med Pilestræde går den mod nordøst over i Møntergade.
Gaden kendes med sikkerhed ved navn siden 1518, og har navn efter Clarisserordenens kloster, Skt. Clare, der lå på området. Efter reformationen, hvor klosteret blev nedlagt, blev den kongelige møntgård etableret her (hvilket bl.a. kan spores i Møntergade, forlængelsen af Klareboderne). I 1787 etablerede Søren Gyldendal forlaget Gyldendal med adresse i Klareboderne 3, hvor forlaget fortsat har domicil.